# اندی لوئوتو
اندی لوئوتو (ایتالیایی: Andy Luotto؛ زاده ۳۰ ژوئیه ۱۹۵۰) بازیگر ایتالیایی-آمریکایی است.
از فیلم‌های معروف او می‌توان به بازی در دیو و دلبر، مربی اسکی، دنیای دن کامیلو، قصه‌های استریپ کلاب و اجساد ممتاز اشاره کرد.